# 横手駅

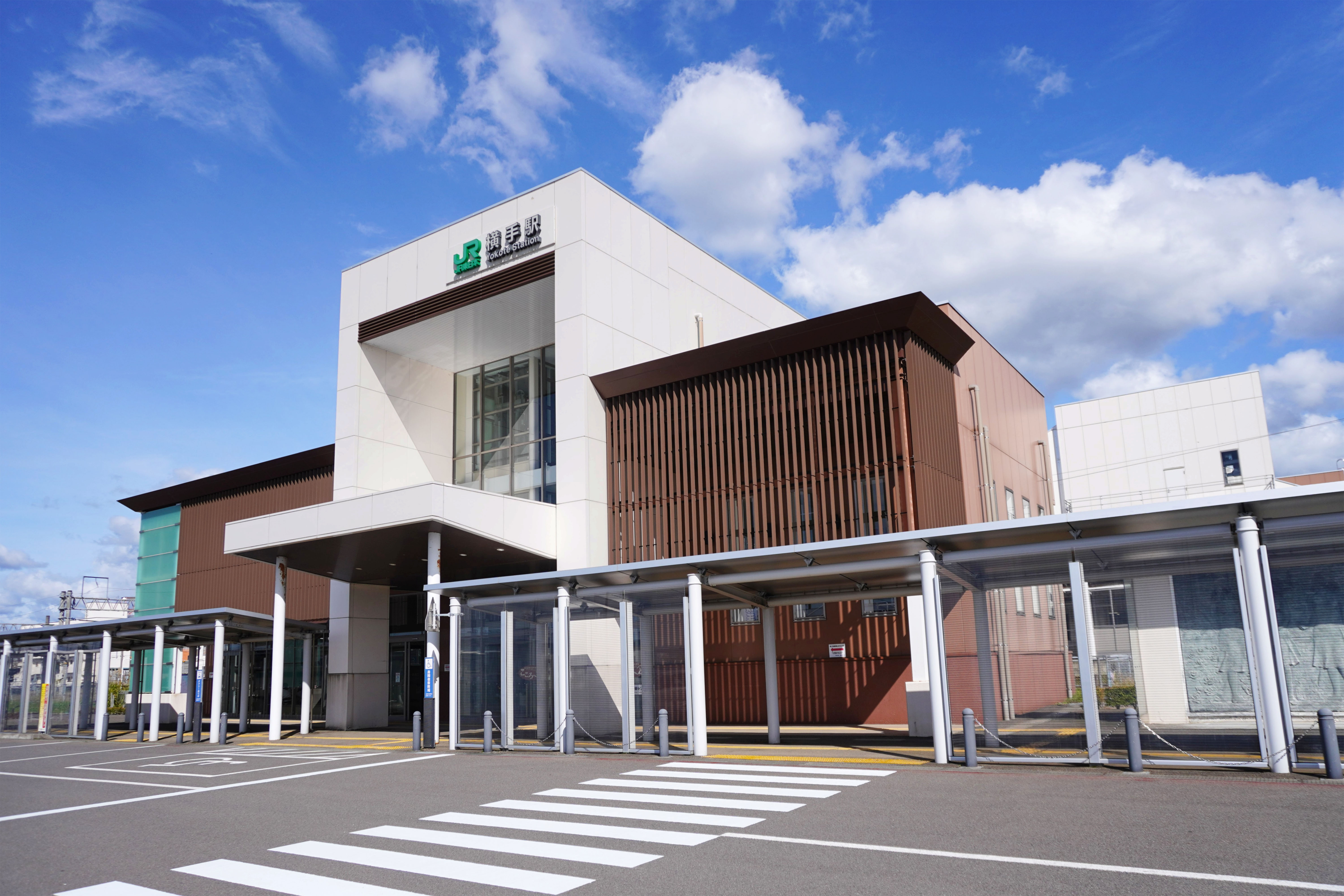
西口（2023年10月）

横手駅（よこてえき）は、秋田県横手市駅前町にある、東日本旅客鉄道（JR東日本）・日本貨物鉄道（JR貨物）の駅である。

## 乗り入れ路線
奥羽本線と北上線が乗り入れており、奥羽本線を所属線としている。北上線は当駅が終点である。なお、奥羽本線の当駅から秋田方面と、北上線はJR貨物の第二種鉄道事業区間でもあり、当駅は貨物駅としても扱われているが、現在は貨物列車の発着のない新営業所に移行している。

## 歴史

### 開業に至るまで
1891年（明治24年）7月の「鉄道政略二関スル議」において、全国的な官設鉄道敷設の必要性が述られ、翌年6月14日に帝国議会から鉄道敷設法が公布された。ここで、福島から山形、秋田を経て青森へと至る奥羽線の構想が示されるが、秋田県南地区では、奥羽線の横手経由派と浅舞経由派で対立が発生した。浅舞（当時の浅舞村、後の浅舞町→平鹿町浅舞→横手市平鹿町浅舞）は平鹿郡の中心部に位置し、郡内物資の集散地として発展してきたが、1881年（明治14年）に角間川街道・平和街道の開通により物資集散ルートが変わると、浅舞に代わり横手が平鹿郡の商都として発展したという背景がある。両路線の経由地は以下の通り。
- 浅舞経由：湯沢 - 森 - 仁井田 - 鼎 - 上鍋倉 - 浅舞 - 下吉田 - 田根森 -  角間川 -  大曲
- 横手経由：湯沢 - 岩崎 - 十文字 - 醍醐 - 横手 - 睦成 - 金沢 - 大曲

両ルートの形状は弓の弦と弧に例えられ、浅舞経由であれば直線的で短距離、横手経由であれば曲線で若干の大回りとなる。両者では誘致合戦が繰り広げられたが、最終的に横手経由で決定した。横手は平鹿郡の郡役所所在地であり、また同郡の政治・経済の中心地、平和街道などを擁する県下第二の商都であったため、横手は鉄道路線から外せなかったと推測される。また、鉄道敷設法により、黒尻沢（北上）もしくは花巻から横手に至る路線を第二期予定線としていたことや、誘致合戦の際に県会議員が浅舞に居なかったこと、横手の沼田宇源太（弁護士）らが関係者に働きかけたこと、角間川で地主らが田畑が鉄路に転換されることを拒み、反対していたことなども影響した。
奥羽線の敷設は、北は1893年（明治26年）7月に青森から、南は翌年2月に福島から始まり、日清戦争による建設中断などを経て、1903年（明治36年）に入ると、奥羽北線の敷設工事が横手にまで進んだ。しかし、日露戦争の勃発により、奥羽北線は大曲まで、南線は院内まで開通したところで工事が止まってしまった。その後、1905年に大曲 - 横手間が開通し、1905年（明治38年）6月15日に横手駅は開業した。

### 年表
- 1905年（明治38年）6月15日：国有鉄道の一般駅として平鹿郡横手町（1951年市制施行）に開業[2]。
- 1918年（大正7年）8月18日：横荘鉄道線（後の羽後交通横荘線）の駅が開業。
- 1920年（大正9年）10月10日：西横黒軽便線（後の北上線）が開業[2]。
- 1922年（大正11年）3月15日：上野 - 青森間を奥羽本線経由で運行する急行列車が設定され、停車駅となる[13]。
- 1924年（大正13年）11月：横黒線（後の北上線）全通に合わせ、駅舎を改築[13]。
- 1945年（昭和20年）
  - 7月15日：駅前地区空襲[13]。
  - 8月5日：駅前地区、2度目の空襲。駅構内の貨物室が爆風を受け、国鉄職員1名死亡[13]。
- 1947年（昭和22年）8月14日：昭和天皇の戦後巡幸。お召し列車が停車し、駅前奉迎が行われた[14]。
- 1961年（昭和36年）10月1日：「サンロクトオ」と称された大規模ダイヤ改正で東北本線・奥羽本線経由の特急「つばさ」が1往復設定され、特急停車駅となる。
- 1968年（昭和43年）10月1日：みどりの窓口を開設[13]。
- 1970年（昭和45年）7月1日：当駅に停車する臨時寝台特急として「あけぼの」を設定（同年10月1日からは定期列車に格上げ）。
- 1971年（昭和46年）4月20日：羽後交通横荘線が廃止[15]。
- 1974年（昭和49年）
  - 1月16日：四八豪雪により、上り寝台特急「あけぼの」が当駅で2日間足止め。奥羽本線は4日間、北上線は1週間運休。除雪夫では手に負えず自衛隊に出動を要請し、駅構内の人力での除雪作業を実施[13]。
  - 4月1日：電報取扱廃止[16]。
- 1978年（昭和53年）11月1日：駅舎改築。完工式が行なわれる[13]。
- 1979年（昭和54年）8月11日：駅前広場の完工式が行なわれる[13]。
- 1986年（昭和61年）
  - 11月1日：貨物・荷物の取り扱いを廃止[5]。
  - 12月20日：直営のハンバーガーショップ「パナデリア・アッキー」開店[新聞 1]。
- 1987年（昭和62年）
  - 3月31日：貨物の取扱を再開[5]。ただし、貨物列車の発着はないままであった。
  - 4月1日：国鉄分割民営化により、JR東日本・JR貨物の駅となる[2]。
- 1988年（昭和63年）3月13日：直営のクリーニング店「JRクリーニング横手店」開店[新聞 2]。
- 1990年（平成2年）3月10日：JR貨物の駅でコンテナ貨物の取り扱いを開始。
- 1992年（平成4年）7月1日：山形新幹線開業により在来線特急としての「つばさ」を廃止し、代替として新幹線接続特急「こまくさ」の運転を開始。
- 1996年（平成8年）
  - 3月16日：JR貨物の駅が、貨物列車発着の廃止により自動車代行駅となる。
  - 3月30日：秋田新幹線の開業に向けて田沢湖線の改軌工事を行うため、同線が全面運休開始[2]。またこれに伴いそれまで運行されていた「たざわ」の代替として、秋田駅から当駅経由で北上駅まで新幹線接続特急「秋田リレー」の運行が開始された[2]。
- 1997年（平成9年）
  - 3月21日：翌日の秋田新幹線開業に先立ち、この日限りで「秋田リレー」運行終了。
  - 3月22日：秋田新幹線開業に伴い「あけぼの」の経由線区が変更となり、当駅から首都圏に直通する定期優等列車が消滅。
- 1999年（平成11年）12月4日：山形新幹線が新庄駅まで延伸されたことにより特急「こまくさ」は快速列車に格下げされ、当駅に停車する定期特急・急行列車が消滅した。
- 2005年（平成17年）6月12日：開業100周年を記念し、記念イベント開催。「リゾートしらかみ」の延長運転も行われた。
- 2006年（平成18年）4月1日：JR貨物横手オフレールステーション開設。
- 2009年（平成21年）9月30日：直営のハンバーガーショップ「パナデリア・アッキー」が閉店[新聞 3]。
- 2010年（平成22年）6月28日：橋上駅舎への改築工事に伴い、旧駅舎の撤去工事と仮駅舎での営業を開始。

- 2011年（平成23年）
  - 9月26日：橋上駅舎の使用を開始[報道 1][新聞 4]。これに伴い自動改札機は始発から、指定席券売機は5時30分から使用を開始した[報道 2]。
  - 10月1日：東西自由通路の使用を開始[報道 1]。同時に発車メロディが地元ゆかりの作家石坂洋次郎原作で知られる映画「青い山脈」の主題曲に変更された[新聞 5][新聞 6]。
- 2017年（平成29年）3月31日：びゅうプラザ横手駅が閉店[17]。
- 2018年（平成30年）4月1日：横手オフレールステーションが横手新営業所に改称[18]。
- 2020年（令和2年）2月10日：改札前に「横手発！小みやげ自販機」が設置される[新聞 7]。
- 2021年（令和3年）
  - 8月31日：みどりの窓口の営業を終了[3][4]。
  - 9月1日：話せる指定席券売機を導入[3][4]。
- 2022年（令和4年）3月12日：横手駅と横手運輸区を統合し、横手統括センターとなる。横手統括センター所長が横手駅長兼務となる。
- 2023年（令和5年）
  - 3月18日：横手統括センターに大曲駅を統合し、横手・大曲統括センターとなる。県南地区駅長が大曲駅長兼務から横手・大曲統括センター所長兼務に変更となる。
  - 8月5日：ジェラート店「Stella」が開業[19][報道 3][新聞 8]。
  - 10月4日：横手・大曲統括センターと横手警察署が合同で、当駅にて不審者対応訓練を実施[新聞 9]。
- 2024年（令和6年）
  - 4月10日：JR東日本が今年創設した賞「地域共創アワード」で、ジェラート店「Stella」の運営する取り組みが、最優秀賞に次ぐ優秀賞に選ばれた[報道 4][新聞 10]。
  - 10月1日：えきねっとQチケのサービスを開始[1][報道 5]。
- 2025年（令和7年）1月22日：駅名標が「かまくら」を盛り込んだものに変更となる[20]。

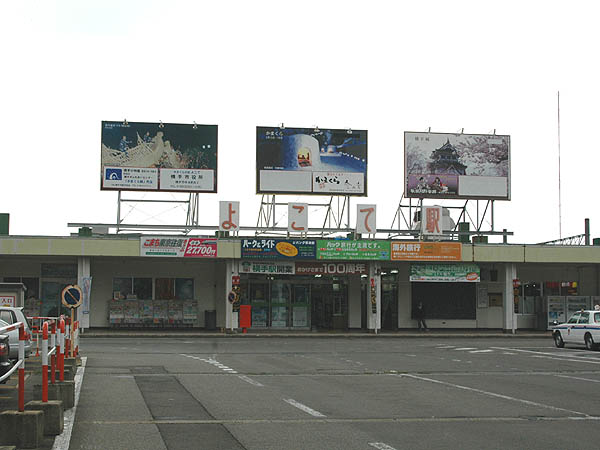
旧駅舎（2005年9月）
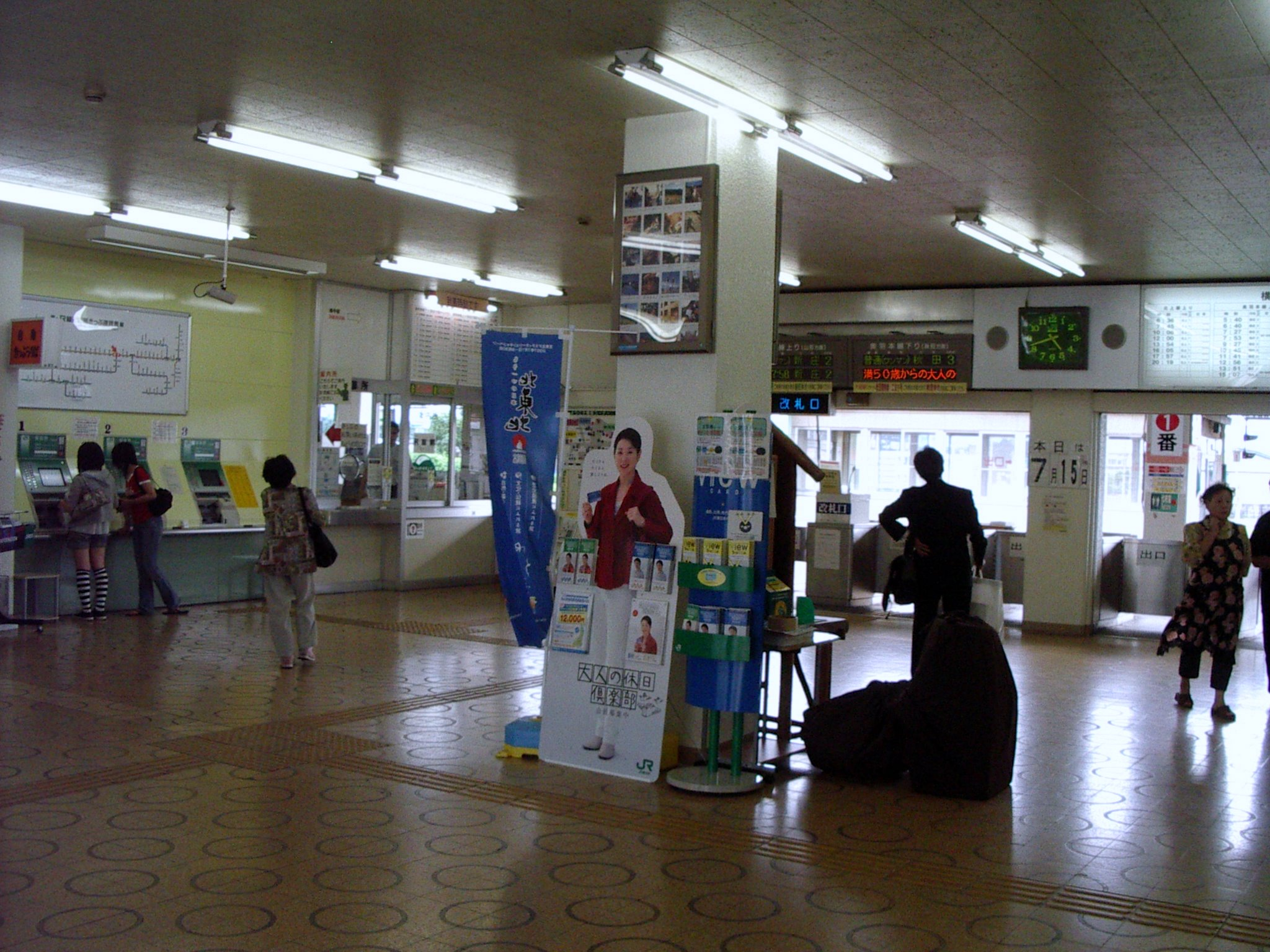
旧駅舎内部（2007年7月）
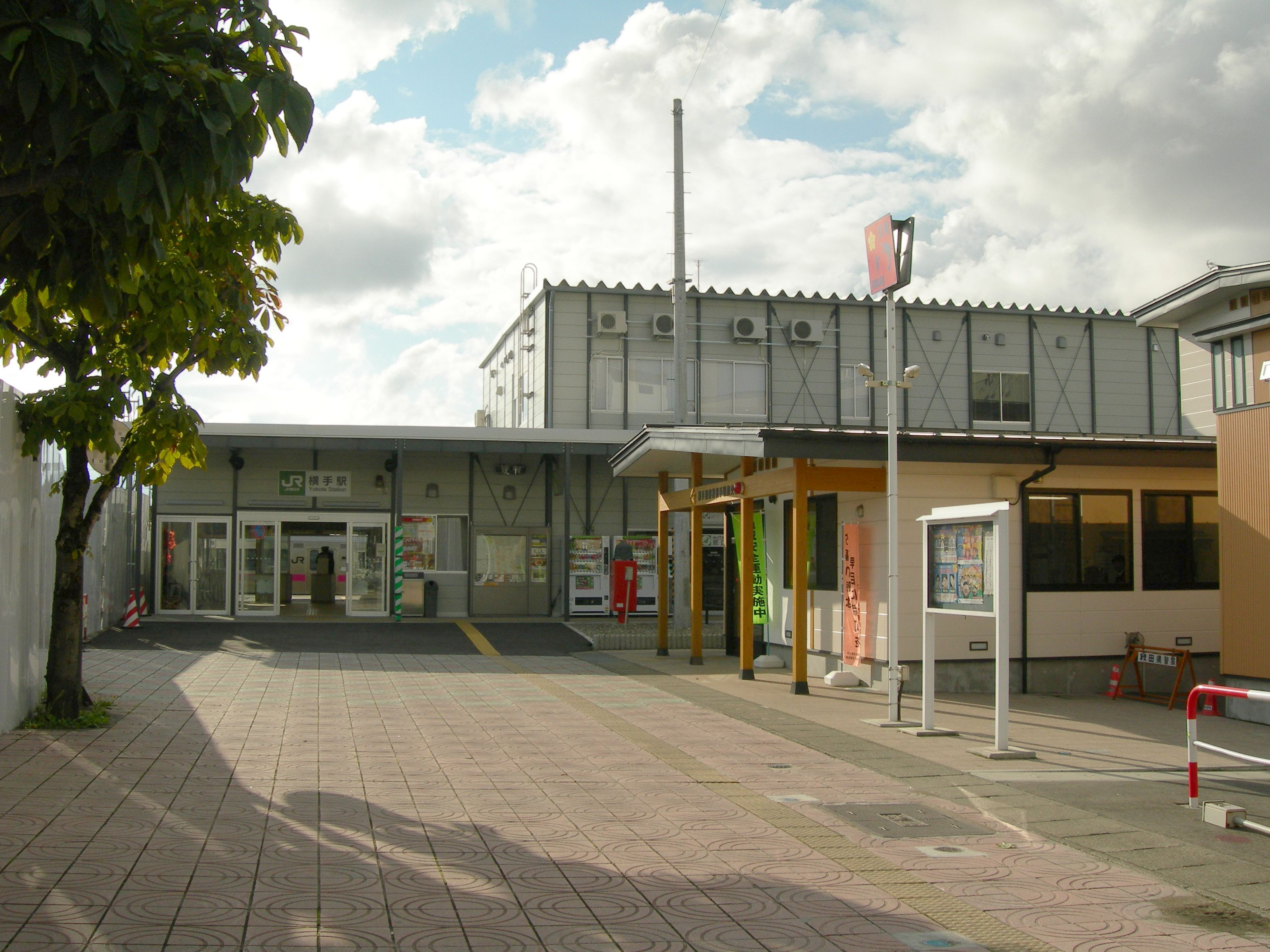
2010年6月から2011年9月まで使用された仮駅舎（2010年10月）

## 駅構造
単式ホーム2面2線と島式ホーム1面2線、合計3面4線のホームを持つ地上駅で、橋上駅舎を持つ。
横手・大曲統括センター所在駅（直営駅）。管理駅として、従前の横手管理駅エリアである奥羽本線の院内駅 - 飯詰駅間および北上線の黒沢駅 - 相野々駅間の各駅を管理している。
駅舎は構内東側にある。2階に自動改札機（Suica非対応、えきねっとQチケ対応）、話せる指定席券売機、自動券売機、待合所が設置されている。ジェラート店「Stella」は、高校生を対象としたキャリア教育の一環として、JR東日本と一般社団法人Sail On Japanが企画したもので、ジェラートの製造や販売を高校生らが担っている。現在は駅弁の販売はない。
廃線となった羽後交通横荘線のホームが現在でも4番線として利用されている。ここはやや狭くなっている。4番線の向かいにも番線表記のない線路があるが、これは廃線となった羽後交通横荘線の名残りである。
駅構内に横手・大曲統括センター乗務ユニットが併設されている。また、転車台があり、奥羽本線や北上線でSLが運行される際に方向転換に使用されている。
東口に隣接してNewDaysが営業を行なっている。また、横手市による施設として、東口駅舎の1階に総合ラウンジ（観光案内所）、西口1階には交流スペースが設けられている。

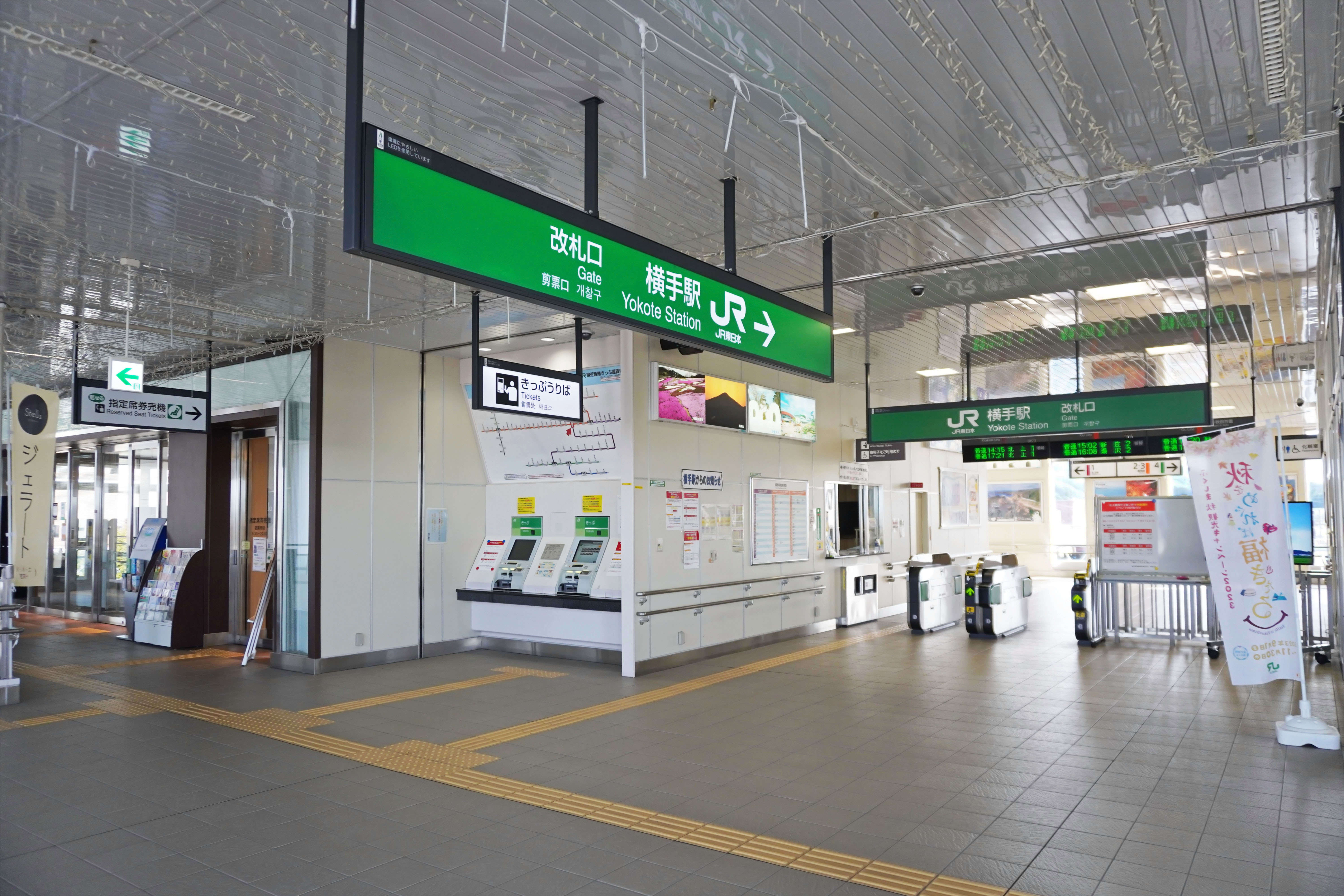
改札口（2023年10月）
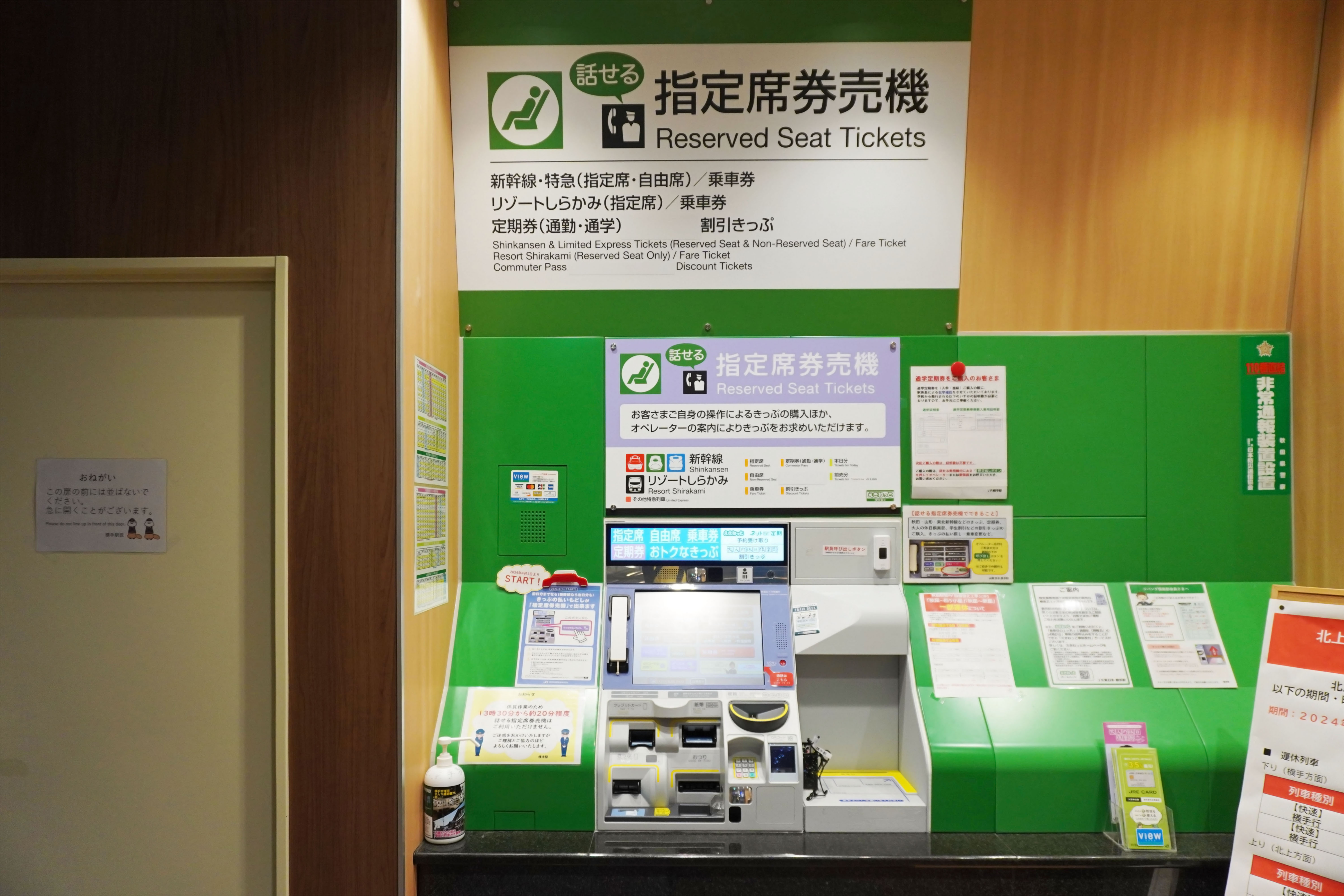
話せる指定席券売機（2024年5月）
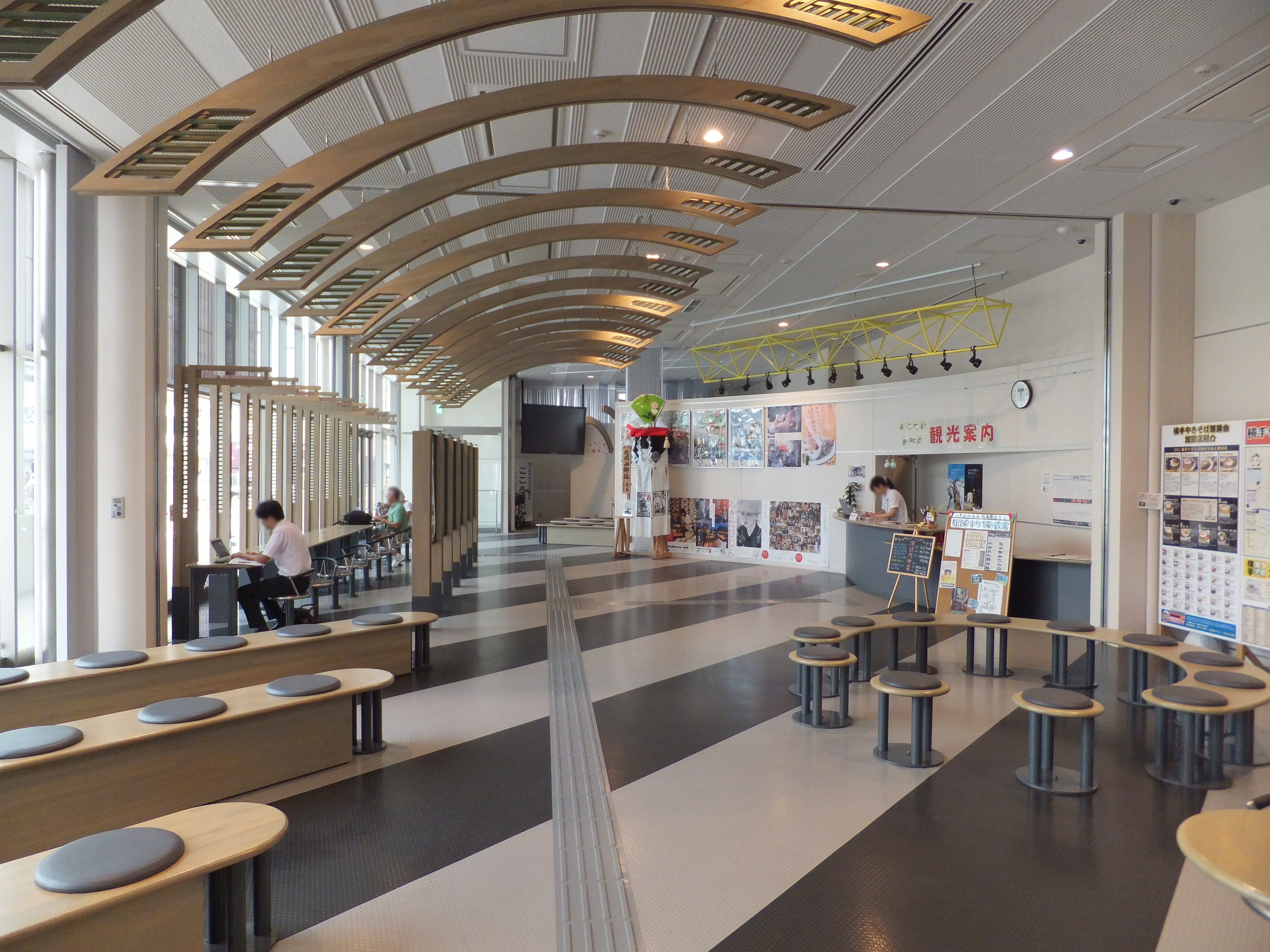
総合ラウンジ（観光案内所） （2013年8月）

### のりば
| 番線 | 路線              | 方向              | 行先                 | 備考                           |
| ---- | ----------------- | ----------------- | -------------------- | ------------------------------ |
| 1    | ■北上線           | 上り              | ほっとゆだ・北上方面 |                                |
| 2    | ■奥羽本線         | 上り              | 湯沢・新庄方面       | 一部列車は3・4番線             |
| 3    | ■奥羽本線         | 下り              | 大曲・秋田方面       | 一部列車は1番線                |
| 4    | ■（路線表記なし） | ■（路線表記なし） | ■（路線表記なし）    | 一部列車および臨時列車のみ使用 |

付記事項
- 2番線は奥羽線下り・奥羽線上り出発信号機があるため奥羽線折り返しが可能。
- 3・4番線は奥羽線下り・奥羽線上り・北上線出発信号機があるため奥羽線折り返し、北上線直通が可能である。
- 夜間留置が設定されている。

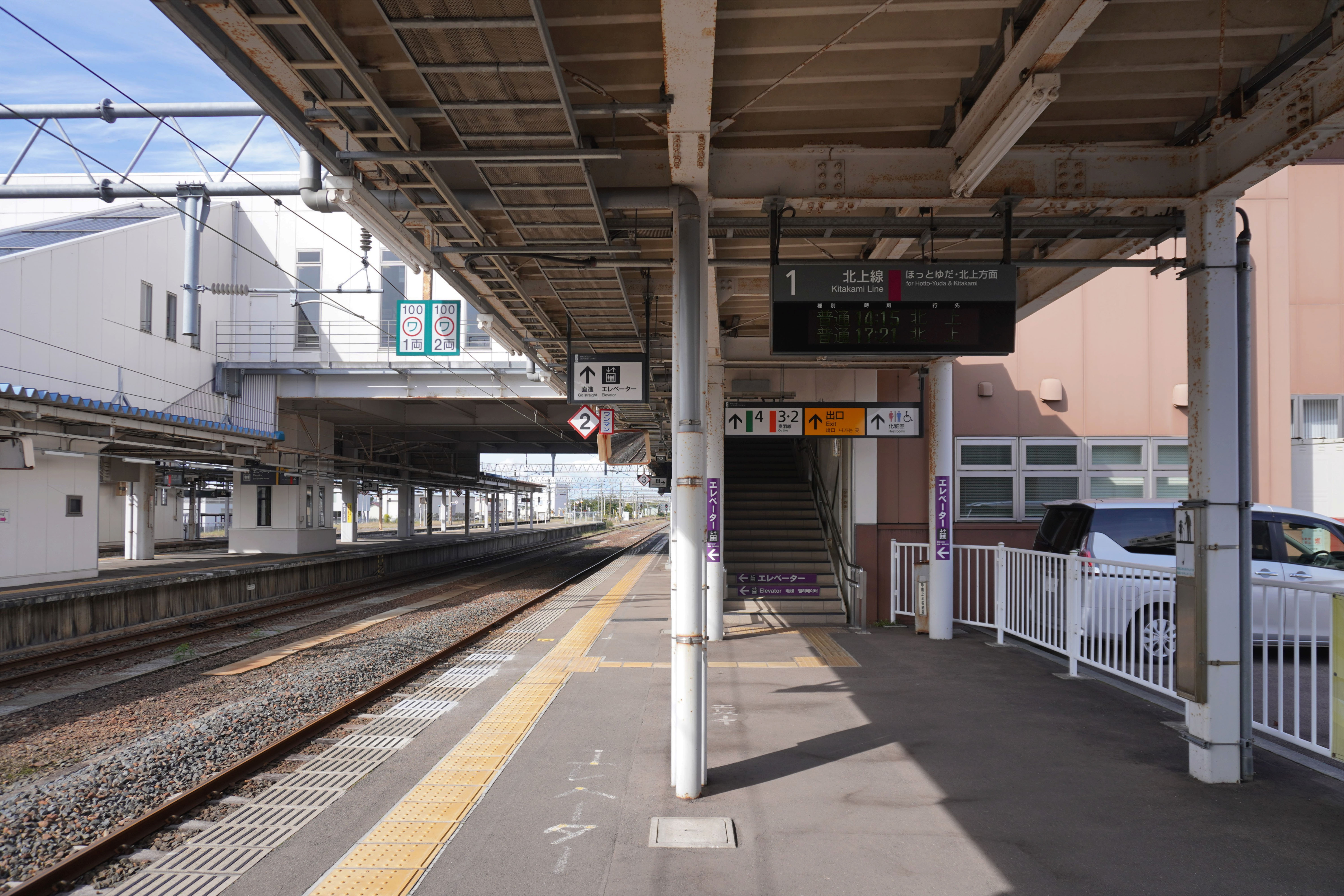
1番線ホーム（2023年10月）
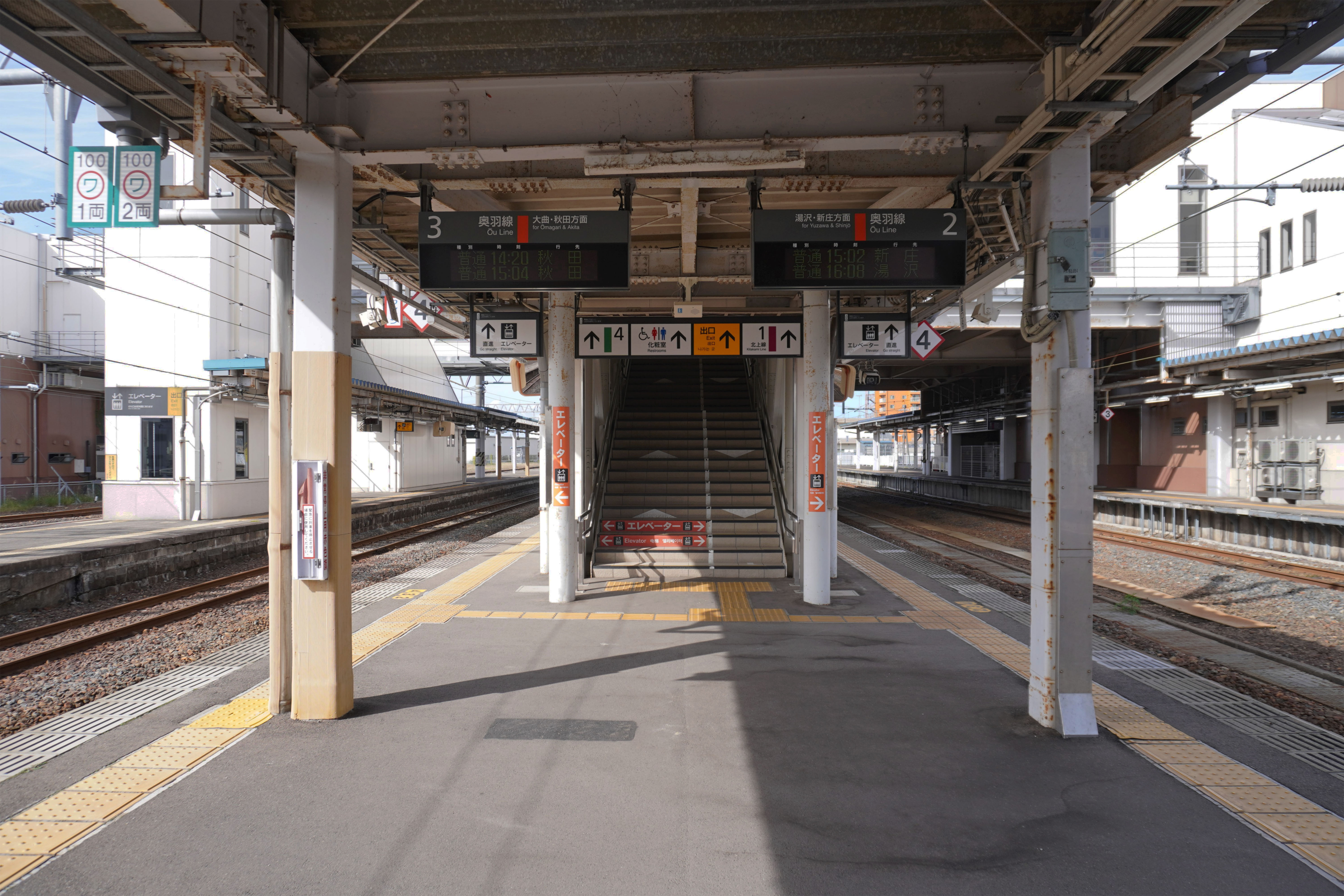
2・3番線ホーム（2023年10月）
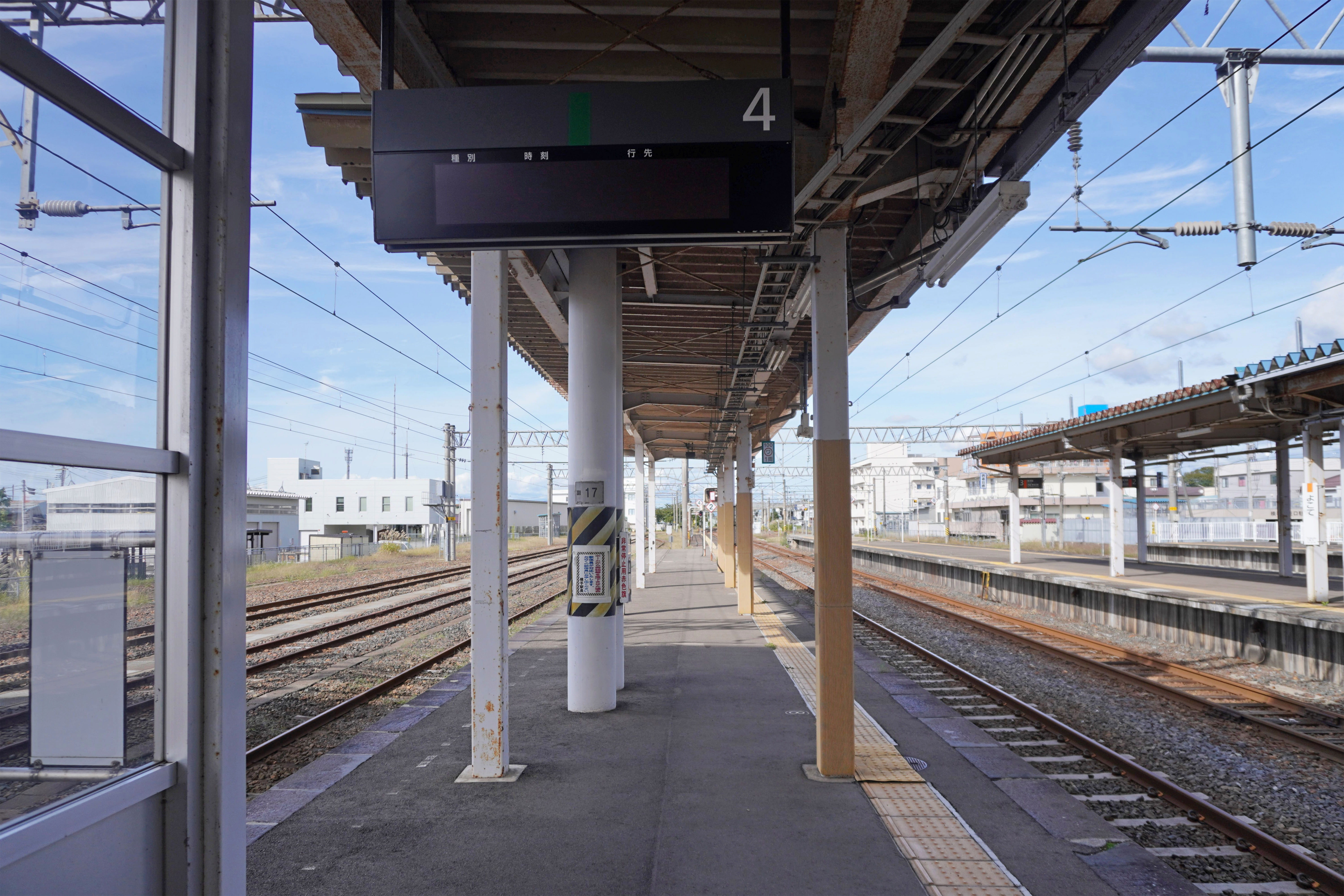
4番線ホーム（2023年10月）

## 横手新営業所（JR貨物）

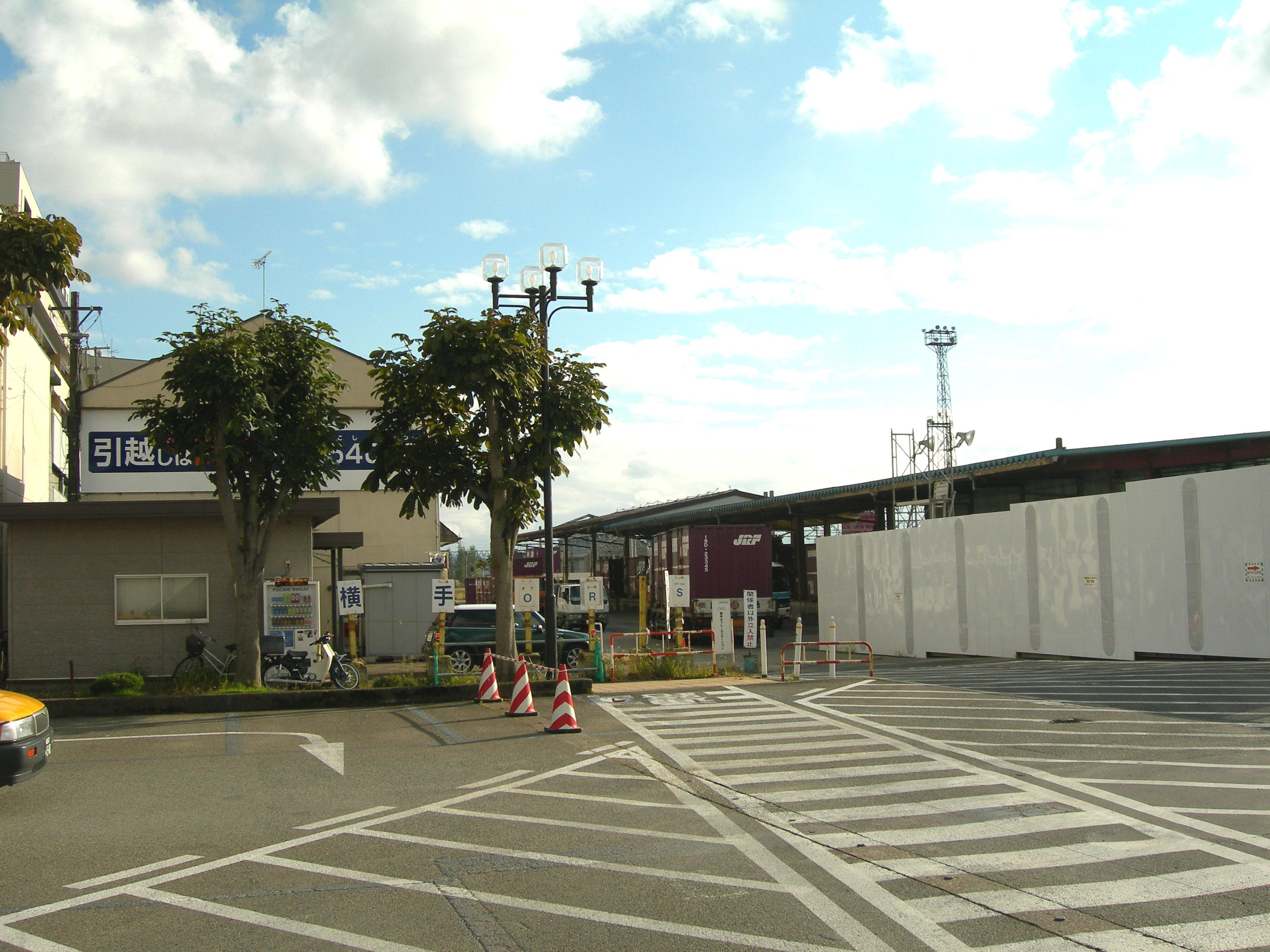
横手オフレールステーション（2010年9月）

横手新営業所は、旅客駅舎南側にあるJR貨物横手駅に属するコンテナ集配基地である。12フィートのコンテナ貨物を取扱っており、貨物列車代替のトラック便が秋田貨物駅との間で1日2往復運行されている。おもな発送品目は米である。
当駅はかつて貨物列車が発着していたが、1996年（平成8年）にトラック代行輸送に転換され自動車代行駅となった。その後2006年（平成18年）の名称整理の際に「横手オフレールステーション」（略称、横手ORS）となり、2019年3月時点では業態規模が見直され「横手新営業所」を名乗っている。
1996年（平成8年）3月まで、当駅取扱貨物の輸送のために当駅 - 秋田貨物駅間に1往復の高速貨物列車（1995年の時点ではコンテナ車8両編成）が運行され、秋田貨物駅で各方面の列車とコンテナの継送が行われていた。他に、2010年（平成22年）3月まで北上線経由で秋田貨物駅と仙台貨物ターミナル駅を結ぶ高速貨物列車が深夜に1往復運行されており、当駅にも停車したが、貨物の積卸はしない運転停車であった。

## 利用状況
JR東日本によると、2023年度（令和5年度）の1日平均乗車人員は1,062人である。
2000年度（平成12年度）以降の推移は以下のとおりである。
| 1日平均乗車人員推移 | 1日平均乗車人員推移 | 1日平均乗車人員推移 | 1日平均乗車人員推移 | 1日平均乗車人員推移 |
| 年度                | 定期外              | 定期                | 合計                | 出典                |
| ------------------- | ------------------- | ------------------- | ------------------- | ------------------- |
| 2000年（平成12年）  |                     |                     | 1,878               | [ 利用客数 2 ]      |
| 2001年（平成13年）  |                     |                     | 1,855               | [ 利用客数 3 ]      |
| 2002年（平成14年）  |                     |                     | 1,803               | [ 利用客数 4 ]      |
| 2003年（平成15年）  |                     |                     | 1,715               | [ 利用客数 5 ]      |
| 2004年（平成16年）  |                     |                     | 1,680               | [ 利用客数 6 ]      |
| 2005年（平成17年）  |                     |                     | 1,588               | [ 利用客数 7 ]      |
| 2006年（平成18年）  |                     |                     | 1,535               | [ 利用客数 8 ]      |
| 2007年（平成19年）  |                     |                     | 1,494               | [ 利用客数 9 ]      |
| 2008年（平成20年）  |                     |                     | 1,487               | [ 利用客数 10 ]     |
| 2009年（平成21年）  |                     |                     | 1,467               | [ 利用客数 11 ]     |
| 2010年（平成22年）  |                     |                     | 1,427               | [ 利用客数 12 ]     |
| 2011年（平成23年）  |                     |                     | 1,394               | [ 利用客数 13 ]     |
| 2012年（平成24年）  | 487                 | 886                 | 1,374               | [ 利用客数 14 ]     |
| 2013年（平成25年）  | 507                 | 899                 | 1,407               | [ 利用客数 15 ]     |
| 2014年（平成26年）  | 489                 | 849                 | 1,338               | [ 利用客数 16 ]     |
| 2015年（平成27年）  | 483                 | 815                 | 1,299               | [ 利用客数 17 ]     |
| 2016年（平成28年）  | 476                 | 784                 | 1,260               | [ 利用客数 18 ]     |
| 2017年（平成29年）  | 466                 | 759                 | 1,225               | [ 利用客数 19 ]     |
| 2018年（平成30年）  | 476                 | 770                 | 1,247               | [ 利用客数 20 ]     |
| 2019年（令和元年）  | 446                 | 748                 | 1,194               | [ 利用客数 21 ]     |
| 2020年（令和02年）  | 234                 | 669                 | 903                 | [ 利用客数 22 ]     |
| 2021年（令和03年）  | 252                 | 656                 | 908                 | [ 利用客数 23 ]     |
| 2022年（令和04年）  | 338                 | 643                 | 981                 | [ 利用客数 24 ]     |
| 2023年（令和05年）  | 390                 | 672                 | 1,062               | [ 利用客数 1 ]      |

## 駅周辺

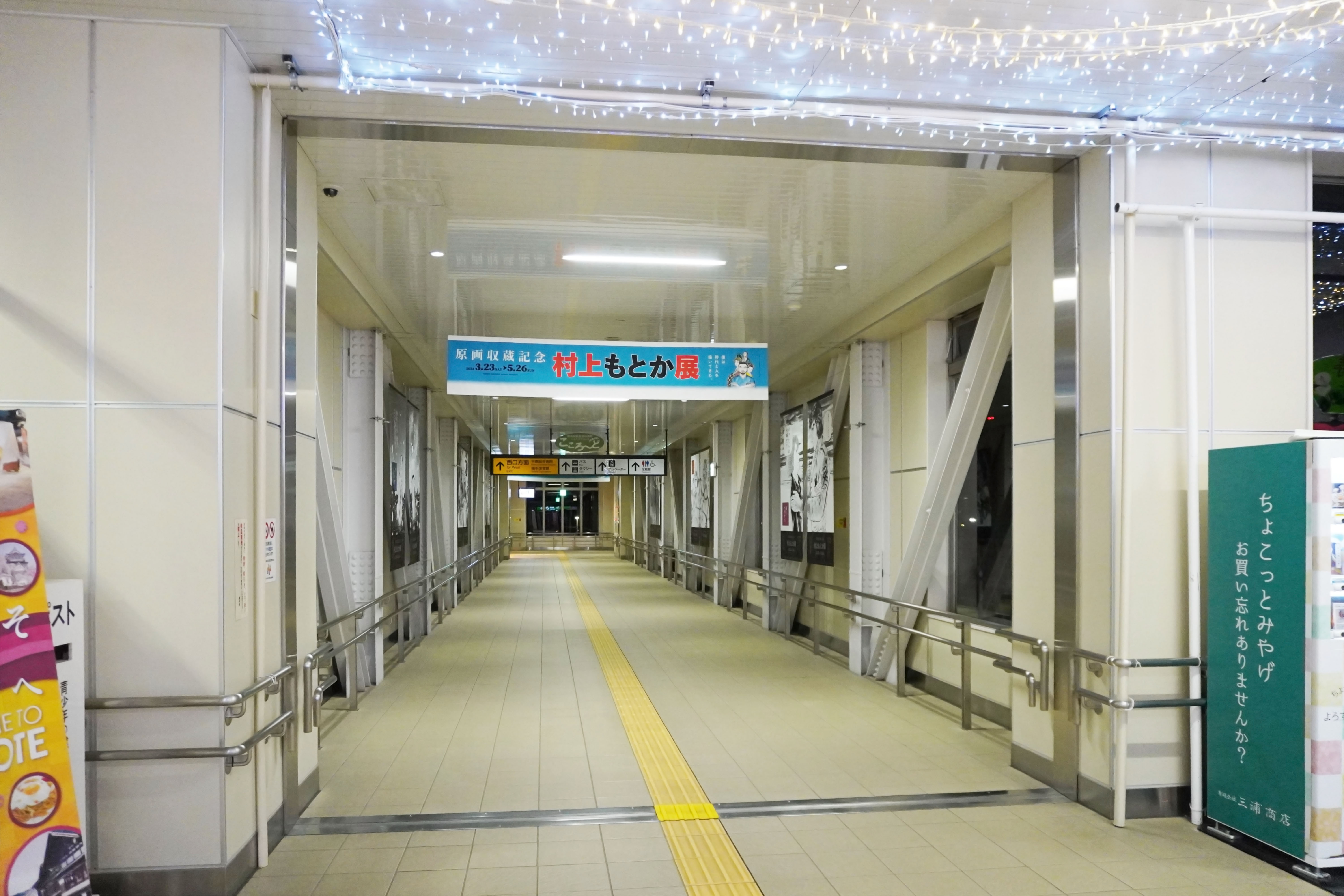
東西自由通路（2024年5月）

東口は横手市の旧市街であり、市役所本庁舎を始めとする行政機関が駅東側に所在する。駅前の広場には「かまくら」という題の石像がある。また、仙台・東京方面への往復JRきっぷを購入した乗客が無料で利用できる「こまち駐車場」がある（30台分）。
かつてはユニオンやジャスコ横手店など商業施設の他、地域の中核病院である平鹿総合病院が立地する中心市街地となっていたが、店舗の郊外移転（駅西側）が相次ぎ、空洞化が顕著となっている。そのため横手駅東口の再開発が進められた。
- 横手駅東口第一地区第一種市街地再開発事業
  - 横手駅東口第一地区第一種市街地再開発事業は2012年（平成24年）に竣工した[27]。区画は「よこてイースト」と名付けられ、区画内にはオープンスペースや児童センターを併設する「横手市交流センター『Y2（わいわい）ぷらざ[28]』」のほか、スーパーマーケットなどがあり、分譲マンションや高齢者施設も同時に整備された[29]。
  - この横手市が推進した横手駅東口再開発事業に伴い、橋上駅舎に改築された[報道 1]。旧駅舎の跡地（東口）に鉄筋コンクリート造りの新駅舎（改札口は2階）を建て、線路を跨いで西口に向け延長約70メートルの自由通路（愛称は「こころ～ど」[新聞 11]）を造った。総工費は約27億円で、横手市が26億円、JR東日本が1億円を負担した[30][新聞 6][新聞 12]。新たに設けられた西口より、市役所（条里北庁舎・南庁舎）・平鹿総合病院や、郊外型店舗が立ち並び現在の中心的な商業地である国道13号（横手バイパス）沿いへのスムーズなアクセスが期待されている。
  - またこの再開発事業により、旧マックスバリュ横手駅前店（マックスバリュ以前は、ジャスコ横手店が入居していた）が入居していた羽後交通ビルや旧・平鹿総合病院などが解体され、2009 - 2010年（平成21 - 22年）にかけて新・横手バスターミナルや銀行・集合住宅・高齢者住宅が完成した。2010年（平成22年）10月には商業施設・店舗棟が完成しオープン済み、さらに2011年（平成23年）4月には横手市交流センター「Y2（わいわい）ぷらざ」[28]が完成・供用開始した。

- 横手駅東口第二地区第一種市街地再開発事業
  - 横手駅東口第二地区第一種市街地再開発事業は2020年（令和2年）から2027年（令和9年）までの計画で事業が進められており[31]、図書館を核とした公共施設や、ホテル・事務所の入居するビル、マンション、立体駐車場などが整備中である[31]。

西口には国道13号の横手バイパスの整備によって発達してきた市街地がある。駅の西口は2011年の駅舎建て替えの際に新設されたもので、周辺では区画整理事業などが実施されている。バイパスや周辺道路沿いにはロードサイド店舗が軒を連ねており、商業の中心となっている。

### 駅東側
- 秋田県道31号横手停車場線
- 横手警察署横手駅前交番
- 横手プラザホテル
- ホテルプラザアネックス横手
- ホテルプラザ迎賓
- 横手駅前温泉ゆうゆうプラザ
- 横手駅前郵便局
- 羽後交通 本部
- よこてシャイニーパレス
  - 秋田ふるさと農業協同組合本店
  - ホテルノスタル横手
  - 横手商工会議所
- よこてイースト

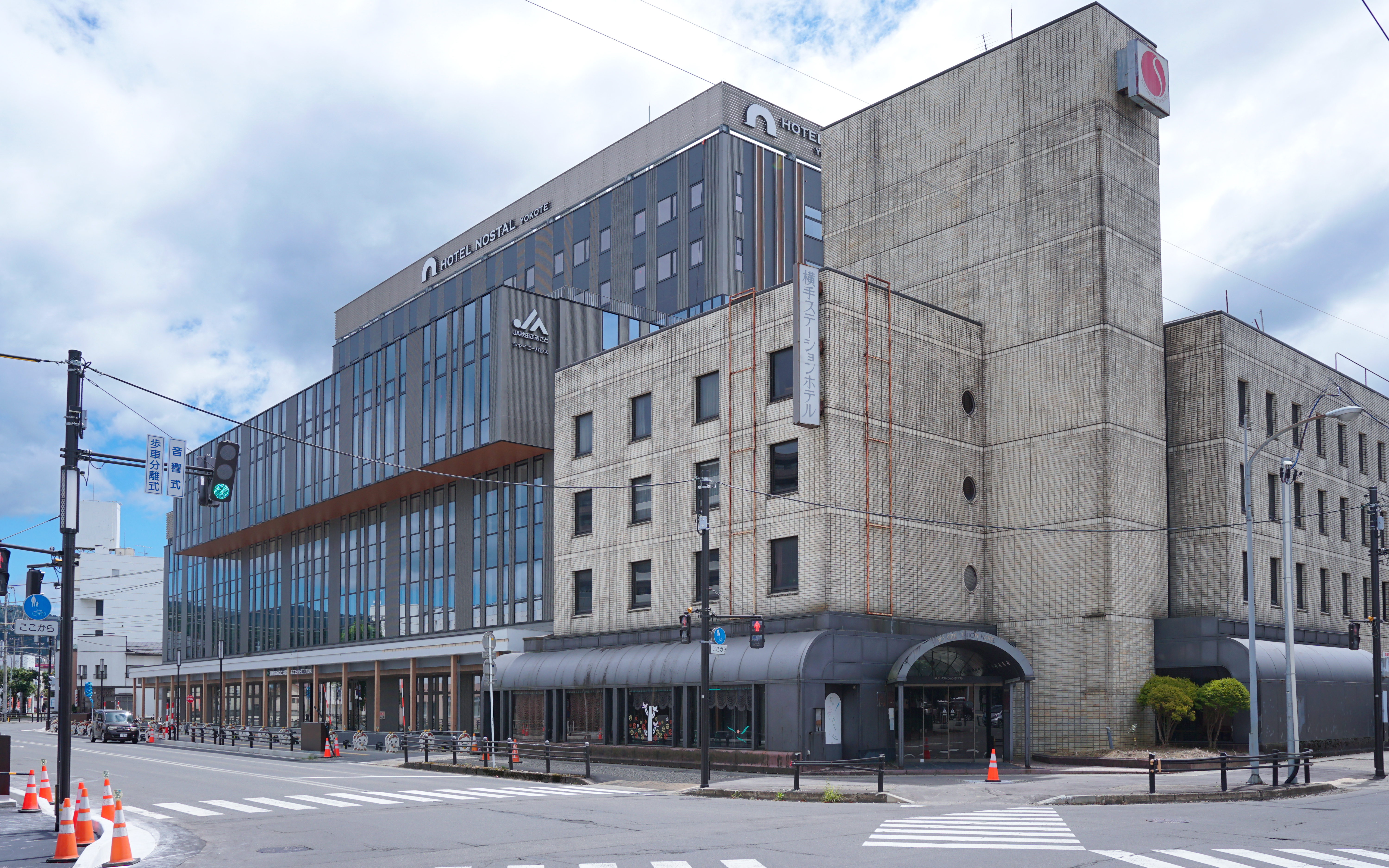
横手駅東口の再開発街区（2024年8月）

  - 横手市交流センター「Y2（わいわい）ぷらざ[28]」
  - アックスフーズマート横手駅前店
  - 横手駅東口市営駐車場
- 横手市生涯学習館「Ao-na（あおーな）」

### 駅西側
- ニッポンレンタカー横手駅西口営業所
- 横手駅西口駐車場
- 横手市民市場
- ホテルクォードインyokote
- スターバックスコーヒー横手店
- マクドナルド13号横手店
- JINS横手店
- 幸楽苑横手店
- ファミリーマート横手三枚橋店
- 快活クラブ横手店
- MEGAドン・キホーテ横手店
- 国道13号横手バイパス

## バス路線
路線バスはすべて羽後交通が運行している。2011年（平成23年）9月以前の状況については、横手バスターミナル#沿革を参照。
- 1番線のりば
  - 朝日が丘四丁目[33]
  - 大森病院[33]
  - 二井山[33]
  - イオンモール大曲 ※日曜・祝日のみ運行[34]
- 2番線のりば
  - 横手バスターミナル
  - 上台[33]

## 隣の駅
東日本旅客鉄道（JR東日本）
■奥羽本線
□快速（下り1本のみ運転）
十文字駅 → 横手駅 → 飯詰駅
■普通
柳田駅 - 横手駅 - 後三年駅
■北上線
□快速・■普通
相野々駅 - *矢美津駅 - 横手駅
*打消線は廃駅

### かつて存在した路線
羽後交通
横荘線
横手駅 - *栄村駅 - 樋ノ口駅
　*:打消線は路線廃止以前に廃駅

### 記事本文

#### 報道発表資料
1. 1 2 3  「≪奥羽本線横手駅東西自由通路・橋上駅舎≫ 完成!! (PDF)」（プレスリリース）、東日本旅客鉄道秋田支社、2011年7月22日。2021年1月18日閲覧。
2. 1 2  「奥羽本線横手駅への自動改札機・指定席券売機の導入について (PDF)」（プレスリリース）、東日本旅客鉄道秋田支社、2011年9月15日。2021年1月18日閲覧。
3. 1 2  「地元でがんばる高校生を応援！ 高校生が運営するジェラート店「Stella」がオープンします！ (PDF)」（プレスリリース）、東日本旅客鉄道。2023年8月6日閲覧。
4. ↑  「第1回「JR東日本地域共創アワード」最優秀賞・優秀賞の決定について (PDF)」（プレスリリース）、東日本旅客鉄道、2024年4月10日。2024年5月3日閲覧。
5. ↑  「Suicaエリア外もチケットレスで! 東北エリアから「えきねっとQチケ」がはじまります (PDF)」（プレスリリース）、東日本旅客鉄道、2024年7月11日。2024年8月4日閲覧。

#### 新聞記事
1. ↑  「秋鉄局展開、秋田・山形両県の5駅に、ハンバーガー店－日食からノウハウ」『日本経済新聞』1986年12月16日、地方経済面東北A。
2. ↑  「クリーニング取次やそば店 JR秋田支店 5駅に設置へ」『交通新聞』1988年3月11日、1面。
3. ↑  「県南のJR直営ハンバーガー店閉店 高校生ら名残惜しむ」『秋田魁新報』2009年10月1日。
4. 1 2  「JR横手駅、新駅舎の利用スタート 1,2日に記念イベント」『秋田魁新報社』2011年9月27日。2011年9月27日閲覧。[リンク切れ]
5. ↑  「JR横手駅メロディー「青い山脈」で発車しま〜す♪」『河北新報』2011年10月2日。オリジナルの2011年10月4日時点におけるアーカイブ。2011年10月4日閲覧。
6. 1 2  「横手駅の新駅舎完成、発車メロディー「青い山脈」 秋田」『朝日新聞』2011年10月2日。オリジナルの2011年10月5日時点におけるアーカイブ。2011年12月25日閲覧。
7. ↑  「横手やきそば、自販機で売ってます お土産用、横手駅に設置」『秋田魁新報』2020年2月2日。オリジナルの2020年7月16日時点におけるアーカイブ。2023年11月16日閲覧。
8. 1 2  「高校生がジェラート販売、JR横手駅で週3回 地元の果物使用」『秋田魁新報電子版』2023年8月6日。オリジナルの2023年8月6日時点におけるアーカイブ。2023年11月16日閲覧。
9. ↑  佐藤悠大「乗客の安全を守れ 不審者対応手順を確認 JR横手駅で訓練」『秋田魁新報』秋田魁新報社、2023年10月11日、23面。
10. ↑  佐藤悠大「JR東日本「地域共創アワード」 横手・ジェラート店 優秀賞 高校生の運営評価」『秋田魁新報』秋田魁新報社、2024年5月3日、19面。
11. ↑  「「こころ～ど」渡り初め 横手駅、市民でにぎわう」『秋田魁新報社』2011年10月2日。2011年10月22日閲覧。[リンク切れ]
12. ↑  秋田魁新報2010年6月29日[リンク切れ]

### 利用状況
1. 1 2  「各駅の乗車人員 2023年度 101位以下（5）| 企業サイト：JR東日本」東日本旅客鉄道。2025年7月16日閲覧。
2. ↑  「JR東日本：各駅の乗車人員（2000年度）」東日本旅客鉄道。2025年7月16日閲覧。
3. ↑  「JR東日本：各駅の乗車人員（2001年度）」東日本旅客鉄道。2025年7月16日閲覧。
4. ↑  「JR東日本：各駅の乗車人員（2002年度）」東日本旅客鉄道。2025年7月16日閲覧。
5. ↑  「JR東日本：各駅の乗車人員（2003年度）」東日本旅客鉄道。2025年7月16日閲覧。
6. ↑  「JR東日本：各駅の乗車人員（2004年度）」東日本旅客鉄道。2025年7月16日閲覧。
7. ↑  「JR東日本：各駅の乗車人員（2005年度）」東日本旅客鉄道。2025年7月16日閲覧。
8. ↑  「JR東日本：各駅の乗車人員（2006年度）」東日本旅客鉄道。2025年7月16日閲覧。
9. ↑  「JR東日本：各駅の乗車人員（2007年度）」東日本旅客鉄道。2025年7月16日閲覧。
10. ↑  「JR東日本：各駅の乗車人員（2008年度）」東日本旅客鉄道。2025年7月16日閲覧。
11. ↑  「JR東日本：各駅の乗車人員（2009年度）」東日本旅客鉄道。2025年7月16日閲覧。
12. ↑  「JR東日本：各駅の乗車人員（2010年度）」東日本旅客鉄道。2025年7月16日閲覧。
13. ↑  「JR東日本：各駅の乗車人員（2011年度）」東日本旅客鉄道。2025年7月16日閲覧。
14. ↑  「JR東日本：各駅の乗車人員（2012年度）」東日本旅客鉄道。2025年7月16日閲覧。
15. ↑  「各駅の乗車人員 2013年度 ベスト100以外（5）：JR東日本」東日本旅客鉄道。2025年7月16日閲覧。
16. ↑  「各駅の乗車人員 2014年度 ベスト100以外（5）：JR東日本」東日本旅客鉄道。2025年7月16日閲覧。
17. ↑  「各駅の乗車人員 2015年度 ベスト100以外（5）：JR東日本」東日本旅客鉄道。2025年7月16日閲覧。
18. ↑  「各駅の乗車人員 2016年度 ベスト100以外（5）：JR東日本」東日本旅客鉄道。2025年7月16日閲覧。
19. ↑  「各駅の乗車人員 2017年度 ベスト100以外（5）：JR東日本」東日本旅客鉄道。2025年7月16日閲覧。
20. ↑  「各駅の乗車人員 2018年度 ベスト100以外（5）：JR東日本」東日本旅客鉄道。2025年7月16日閲覧。
21. ↑  「各駅の乗車人員 2019年度 ベスト100以外（5）：JR東日本」東日本旅客鉄道。2025年7月16日閲覧。
22. ↑  「各駅の乗車人員 2020年度 101位以下（5）| 企業サイト：JR東日本」東日本旅客鉄道。2025年7月16日閲覧。
23. ↑  「各駅の乗車人員 2021年度 101位以下（5）| 企業サイト：JR東日本」東日本旅客鉄道。2025年7月16日閲覧。
24. ↑  「各駅の乗車人員 2022年度 101位以下（5）| 企業サイト：JR東日本」東日本旅客鉄道。2025年7月16日閲覧。